# Puig de la Magrana
El Puig de la Magrana és una muntanya de 275 metres que es troba al municipi de Madremanya, a la comarca catalana del Gironès.